# 嘘つきみーくんと壊れたまーちゃん
『嘘つきみーくんと壊れたまーちゃん』（うそつきみーくんとこわれたまーちゃん）は、入間人間による日本のライトノベル作品。イラストは左。電撃文庫（メディアワークス→アスキー・メディアワークス→KADOKAWA）より2007年6月から2017年6月まで刊行された。また、『電撃文庫MAGAZINE』（アスキー・メディアワークス）に短編が4度掲載され、それらは短編集（全1巻）に収録されている。略称は「みーまー」。2015年12月の時点で累計発行部数は135万部を記録している。

## 概要
第1巻「幸せの背景は不幸」の帯では「第十三回の電撃小説大賞の最終選考会で物議を醸した問題作」と紹介されている。「このライトノベルがすごい!」作品部門では2009年版で9位、2010年版で7位を獲得している。
内容はホラー小説に近いが、全編を通じてパロディネタが多用されているのが特徴。投稿時は、主人公の性別が逆であった。登場人物の名前は大半が作者の通学していた大学やその沿線にある愛知県、特に名古屋市の地名や駅名に由来する。また、インタビューにて西尾維新の影響を受けたと答えており、本作は西尾維新の戯言シリーズのオマージュが取り入られている。
表紙はマユの正面、裏表紙はマユの背面が描かれているが帯下にちょっとした仕掛けがあり、カバー裏にも仕掛けが施されている。
作中・あとがき・その他外部において完結は明言されていないが、第6巻のラストは作品の区切りを示唆するものとなっており、著者は2009年1月より新シリーズ『電波女と青春男』の執筆を開始。その後、2009年4月に発売された第7巻のあとがきでシリーズの継続が正式に表明された。
メディアミックスとして、『電撃文庫マガジン』にて実写映画化が発表され、後に実行された（後述）。また、実写映画版と原作を元にした佐藤敦紀作画よるコミカライズ 『嘘つきみーくんと壊れたまーちゃん とっておきの嘘』が製作された。

## あらすじ
舞台は、小学生兄妹の失踪事件と連続殺人事件が同時に起きている田舎町。そこでは、8年前にも誘拐事件が起きていた。8年前の被害者である「みーくん」こと「僕」は、「まーちゃん」こと御園マユと再会を果たし、同居を始める。ところが、マユの自宅には、失踪したとされた小学生の兄妹がいた。

## 登場人物

### 主要人物
「僕」 / みーくん
声 - 藤原祐規（イメージアルバム） / 演 - 染谷将太
本作の主人公。苗字は枝瀬（えせ）、旧姓は天野（あまの）。
下の名は当初は「××」と表記され、本文では明らかにされていなかったが、後に「あい」という名前であることが判明した。
8年前の誘拐事件の被害者。精神科に入院していたためか表向きマユほど症状は見えないが、心に深い傷を負っている。「愛（あい）」という言葉（自分の名前含む）に一種のアレルギーのような過敏な反応をする（この言葉も「××」と表記されている）他、前から抱きつかれることなど、多くのトラウマを抱えている。物心ついたときから父親に虐待されて育ったせいか、厭世的な考え方を身に付けてしまっており、世の中全てを斜に構えて見ている。虐待慣れしているせいか、マゾヒストの気がある。精神が崩壊しているため、感情と切り離して行動することが出来る。また、自虐的な言動も多い。父親は、8年前の誘拐事件の犯人である。
第1巻の時点で高校2年生であるが、ある事情から小学校で留年しており周りの生徒より1歳年上である。なぜか常に美化委員。アマチュア無線部の副部長でもあるが、これは部長を除く唯一の部員であるため。
タイトルの「嘘つきみーくん」の通り「嘘だけど」という言葉を多用し、嘘を吐くのが癖になっている（恋日曰く、「そのくせ嘘が下手」）。この癖のため本心が非常に読み取りにくい。また、ハッタリが大好き。「マユを心の底から愛しており、彼女のためならなんでもできる」というのはもちろん嘘とは本人の弁であるが、実際はマユを甘やかしすぎる傾向にある。
叔父叔母と暮らしていたが、マユと再会を果たして以降は彼女と同棲している。中性的な美形のためか、作中に登場する女性の多くに好かれている一方で同年代の他の生徒達など、8年前の事件を知っている人間の多くに敬遠されがちである。そんな中で、金子が数少ない理解者である。
投身自殺未遂をしたり、殺人鬼と対峙して重傷を負ったりしてもなぜか死なない。本人もどうしてかわからないらしい。蛾、蜜蜂ハッチ、働き蟻など昆虫によく例えられ、自分に対しても「昆虫系」の評価を下している。大江家の事件の際に負った怪我で握力が低下していたが、9巻で犯人に腕を切られてからは、右腕の機能を失っている。
9巻では自分に人の肌を舐める性癖があると自覚。また、相手に舐められることも多くみられる。
10巻では本物のみーくんである菅原と対峙。その際マユによって「本物のみーくん」に選ばれたことで関係は続き、11巻では双子の娘を授かる。
作者の別作品である『電波女と青春男』や『クロクロクロック』にも彼らしき人物が登場している。
『このライトノベルがすごい！』男性キャラクター部門では2009年版で7位、2010年版で4位、2011年版で9位をそれぞれ獲得している。
御園 マユ（みその マユ） / まーちゃん
声 - 伊瀬茉莉也（イメージアルバム） / 演 - 大政絢
本作のヒロイン。みーくんと同じく8年前の誘拐事件の被害者。
タイトルの「壊れたまーちゃん」の通り、事件の影響で精神に異常を来たしている。さらに平衡感覚と遠近感が無く、自転車も乗れない。暗闇に強いトラウマを持ち、室内でも室外でも暗闇で目覚めた時に奇声をあげて錯乱・嘔吐まですることがある。その時は「みーくん」を認識できず暴れ、怪我を負わせてしまうこともあるが、自分の仕業とは思っていない。我に返ると「みーくん」を求め、彼の名前を連呼する。ショックで記憶にズレや障害があり、自分が誘拐犯を殺害し事件を終わらせたことなどを覚えていない。自分を「まーちゃん」と呼ぶ人を「みーくん」と認識する。
昔から、家が資産家で令嬢だったこと、顔立ちが整っている美少女であること、菅原とバカップルだったことから男子にからかわれ、女子からはあまりいい印象を受けてはいなかった。家が裕福というのが理由なのか、作法などは上品だったりする。みーくんと同様、2年生だが周りの生徒より1歳年上である。
「僕」曰く「人の悪意と両想い」。菅原（元みーくん）とは幼馴染で8年前の事件前までバカップルであった。授業中は寝ていることが多い。クラスメイトなど、周囲の人に対しては敬語を使うなど他人を遠ざけている傾向があるが、みーくんにだけは心を開き、彼の前でだけは子供のように立ち振る舞うほど非常に我侭な性格。
かなり嫉妬深く、みーくんの心が自分から離れて他者に向いたり、みーくんが求めるものを与えてくれなかったりすると激昂し暴力を振るうことがある。また、みーくん以外の異性に触れられることや、恋日や病院を極度に嫌う。嘘が嫌いで、みーくんは嘘をつかないと思っている。本心では自ら起こした殺人事件に罪悪感を抱いており、人殺しが一番嫌い。
10巻で対峙する菅原と「僕」を前に、本物のみーくんは「僕」だと告げ、菅原を殺害。「僕」をみーくんに選んだ理由を、「かっこいいから」「優しいから」と言っている。その後、菅原の死体を「僕」と埋めた。11巻では「僕」と結婚し、双子の娘を授かる。

### 学校の生徒
菅原 道真（すがわら みちざね）
演 - 宇治清高
生徒会長。剣道部の部長でもある。自分語りが大好きで、自己主張も激しい。「僕」とは嗜好が合わないらしい。後に「僕」と対峙し、マユに殺害される。
金子（かねこ）
高校2年生の時のクラスメイト、クラス委員。剣道部所属。小学生の時からみーくんを知っている。枇杷島や、大江家を出た湯女とは家が近所同士。
「僕」に対して特に敬遠するような態度を取らない珍しい生徒で、湯女と対面した際、天野と名乗った湯女に対して「僕」と思われる人物を指して親戚かと尋ねている。
「太郎」という名の犬を飼っていたが、枇杷島に惨殺された。その後再び犬を飼い、「次郎」と名付けている。
11巻では「僕」の娘のあゆとクラスメイトとして同姓の人物が登場しているが、関連は不明。
長瀬 透（ながせ とおる）
「僕」の同級生の女子高生。
自分の名前が嫌いで、同じく自分の名前を嫌う「僕」の名前をからかうように呼び、「僕」もそれに対抗したことにより一時期険悪になるが、後に和解する。それから名前を交換する遊びを思いつき、以来、「僕」のことを「透」と呼ぶようになる（しかし「僕」の名前アレルギーは深刻であり、「僕」は彼女を「長瀬」としか呼ばない）。「僕」と交際するようになったが、「僕」が8年前の事件の関係者であったことを知り、疎遠になる。
にもうと（「僕」の妹）とは対照的に不器用で、林檎を剥こうものなら皮以外の新たな赤をつけてしまうという有様。字も日本史のノートにローマ字と思われる日本語が出現するなど壊滅的に下手。
語尾に「- ッス」とつける癖があるが、これは単なる相手とフレンドリーになるため、わざとやっているらしい。一樹という6歳年下の妹がいる。
宗田 義人（そうだ よしひと）
美化委員会委員長。委員長職には就いているが、委員会の議事は副委員長の一宮にほとんど任せている。
一宮と付き合っている。また、小学生の時から「僕」を知っているが、「僕」との間に会話は無い。
実は一宮と付き合う一方で枇杷島とも（本人が二股をかけられていることを了承の上で）付き合っており、後に精神的に追い詰められた枇杷島に殺害された。
一宮 河名（いちみや かわな）
美化委員会副委員長、ソフトボール部所属。枇杷島とは小学生からの友達。
宗田と付き合っていて「バカップル」である。宗田が惨殺されて発狂し、奇妙な言動をするようになる。宗田を殺した犯人を探して校内や街中を徘徊していたが、不意をつかれて枇杷島に殺される。
枇杷島 八事（びわしま やごと）
「僕」と同じクラスで美化委員。剣道部所属。
「僕」のクラスメイトだが、1歳年上の「僕」を先輩と呼ぶ。「僕」とは小学校の時面識があった。
自分の世界をキレイにするため、いらないものを排除していくという考えを持ち、宗田を殺害。その後、一宮も殺害した。
了解の上で宗田に二股をかけられていた「日陰の女」だったが、バレンタインのチョコを受け取ってもらえず、殺害することとなった。
大江家を出た湯女と茜が入居した部屋の前の住人だったが、同じアパートの今池ら4人を不気味だといって近づこうとしなかった。
伏見 柚々（ふしみ ゆゆ）
生徒会所属・アマチュア無線部部長。上半身のある部分がとても豊か。
低音で掠れた自分の声を嫌い、会話は基本的に、手帳に「貯めた」（様々な言葉を事前に正の字を用いてストックし、その言葉を用いるごとにストックを減らしていく）言葉を指して行い、それ以外の会話はほとんどしない。そのため、彼女の声を一度も聞いたことのないクラスメイトがいるほど。その声を認めてくれた「僕」に好意を抱き、様々な事情を抱える彼を肯定している。「僕」に柚々と呼ばれると「ゆ」を連呼して手帳にも「ゆ」を溢れるほど書いてしまうなどの行動をとるなど、錯乱状態になることがある。「僕」とはかつて隣に住んでいた（ただし、互いの家は300メートル以上離れている）こともあり、彼が妹に殴られているのを見ていて、「にもうと」とは面識がある。
3年に進級する前の春休み、海外旅行に行く家族に置いていかれて暇を持て余していたところに、大江家に向かおうとしていた「僕」に出会い、「僕」に同行したため、大江家での事件に巻き込まれることになった。事件の最中も「僕」を信頼し、事件から無事生還した際には「僕」をヒーローとしてより好意を持つようになり成人後も交流を続けている。
稲沢 泰之（いなざわ やすゆき）
みーくんたちと同級生。演劇部所属。正確には「稲側（いながわ）」だともされているが、「僕」があまりしっかりと名前を覚えていないため曖昧である。
マユの「（みーくんに対する）純粋さ」に心惹かれていて、避けられても拒否されてもめげずにモーションをかけ続けている。
思考の違いから「僕」は、あまり彼を快く思っていない。
「僕」と湯女曰く「爽やかな男」で、そのためか演劇部女子からの人気は割とある様子である。
海老原 香奈恵（えびはら かなえ）
金子と同じ3年D組の女子生徒で、剣道部の女子部長。6巻で脳溢血にて昏倒、救急車を呼ばれるが、その救急車は6巻の事件で重傷だった「僕」の搬送を優先したため、治療が間に合わず死亡した。
杉田（すぎた）
みーくん、マユらの同級生。名は不明。演劇部所属。非日常的な事件に巻き込まれたい、主人公になりたい、と願っている。その願いをかなえるべく、社会に不満を持つ近所の男をそそのかし、体育館での授業中、生徒を閉じ込めた。自分が解決することで事件の主役になろうと企んでいたが、「僕」によって共犯であることを見抜かれ、舞台の天井から突き落とされる。その後、逮捕された。

### 小学生
池田 浩太（いけだ こうた）
演 - 石川樹
1巻の誘拐事件の被害者。杏子の兄。
トゲがない温厚な少年。気が弱い所も垣間見え、立場的に少し妹に押されているように思えるが、いざという時は身を挺して杏子を守ろうとする。
誘拐事件の際に、「僕」に良くしてもらったことで打ち解け敬意を持つようになった。成人後も妹と共に「僕」との交流を続けている。
「僕」に一樹のことを聞いてから、親しくするようになった。
両親から虐待を受けており、身体にいくつも痣がある。そのため家に帰ることに消極的で、誘拐から解放された時も複雑な表情をしていた。後に杏子をつれて家を出、大江家を出た湯女が住んでいたアパートで暮らし始める。
池田 杏子（いけだ あんず）
演 - 原舞歌
浩太の妹で、誘拐事件の被害者。
浩太とは逆に気が強く大人びているように見えるが、非常に人見知り。出会った当初の「僕」に対してもぶっきらぼうな態度で露骨に警戒していた。
浩太同様みーくんとは次第に打ち解け始め、「僕」を「お兄ちゃん」と呼ぶほどに懐くようになる。バレンタインには「僕」にチョコレートも渡したが、その時聞いた「僕」の携帯番号に後日電話をかけてもなぜか（大江家のトイレで入水中で）通じないため、すねている。
長瀬 一樹（ながせ いつき）
長瀬の妹。多くのスポーツを学んでいる反動で骨折や捻挫が多い。姉と同様「僕」を透（とーる）と呼び、懐いている。
入院中、同じ病室の名和三秋を誤って階段から突き落としてしまい、その事実を知っている「僕」を、好きだが恐れるようになる。退院後、浩太と親しくなったが、会話の中で罪の意識から軽い錯乱状態に陥った。その後は正常。少々ませている。

### 大江一家
大江 耕造（おおえ こうぞう）
大江家・父。無職。密閉状況において度々父親の威厳を出して場を仕切ろうとするが、大抵空回りに終わる。菜種が犯人だと分かり、彼女に襲いかかるが返り討ちに遭い殺された。
大江 景子（おおえ けいこ）
大江家・母。生粋の令嬢。8年前の事件とその犯人一家のファンであり、その現場となった家に引っ越した。料理がすごく下手。大江家の事件で最初に死亡。事件の黒幕でもある。
大江 貴弘（おおえ たかひろ）
大江家・長男。厳しいしつけを受けて育てられており、特に母親の言うことにはそのまま従う。景子の命令を実行するため、景子を殺害した後に自殺する。その死体は、菜種によって食材にされた。
大江 湯女（おおえ ゆな）
大江家・長女。浴衣を着ている。「僕」曰く「自分の女版」で、たびたび「僕」とセリフや反応が重なる。実は幼い頃（登場時の6年前）に誘拐されて大江家の子供として迎えられた。本名は佐内利香（さない りか）。佐内家は経済的に困窮していたらしく、実質的なネグレクトで義務教育もほとんど受けていない。ピアノを嗜んでいる。大江家の事件後、茜と一緒にアパートに引っ越して2人で暮らしている。7巻で僕に代わり「物騙り」をした。上記の通り「僕」に似ている節があり、「僕」と同じく減らず口が多い。「僕」の様に嘘は多用せず、「僕」曰く「要領が良い」とのこと。また、「僕」とは逆にサディストの気が強い。「ええ、本当に」が口癖となっている。偽名として「猫伏景子（ねこぶし けいこ）」、「平針須見（ひらばり すみ）」などがある。僕曰く「紫色の似合う女」。
10巻の数年後のエピローグではピアニストとなっている。「僕」とは交流を続けており、あゆ達とも面識を持つ。
大江 茜（おおえ あかね）
大江家・次女。「お兄ちゃん」と呼ぶべきところを「お姉ちゃん」と呼ぶなど、色々なものを反対に覚えて（覚えさせられて）しまっている。色素の薄い短い髪で、痩せ型。ゲームが好き。天然爛漫な性格で、「僕」曰く「死なないタイプ」。桃花とは一番仲が良く、彼女が死ぬと少しばかり寂しさを覚えていた。事件後は湯女と2人で暮らしており、11巻では成人した後も同居を続けていることが語られた。
大江 桃花（おおえ とうか）
大江家・三女。大江家の中では一番普通に近い。坂夫妻の子供だが、「大江家で育つから大江家の子供、坂夫妻は使用人として扱いなさい」と教育されて育った。家から外に出たことがなく、外の世界と家の中との差異に戸惑っている。また、「人間にも寿命がある」という事実を「僕」から言われて初めて知り、感心していた。菜種に殺され、食材として食卓に出される。
坂 潔（ばん きよし）
大江家・使用人。庭師と雑用全般を行う。耕造には何かにつけてこき使われている。菜種の夫で、体格はいいが気が弱い。菜種に殺される。
坂 菜種（ばん なたね）
大江家・使用人。料理担当。語尾をぼんやりと延ばす話し方（「すみませんねぇ」「- ですかぁ？」など）をしサービスの悪さを仕様として割り切るよう求めるなど、どこかぼけた言動をとる。高校時代、景子とは部活の先輩後輩の関係であった。大江家の食卓を守るため、次々と一家に手をかけ、その人肉を料理した犯人。事件後、逮捕される。

### その他
上社 奈月（かみやしろ なつき）
演 - 田畑智子
刑事。しかし、そうとは思わせない言動や服装（囚人のような横縞服）をしていることが多い。見た目は10代の少女のよう。底無しの胃袋を持つ。
会話の主導権を常に握るようなしゃべり口から、みーくんが苦手としている人の1人である。「僕」は彼女を「ジェロニモさん」（そのほか、大江湯女による呼称も含めて、族長、ジェイコム、J、ジェイソン、ジェファーソン、ジェニファー）と呼ぶ。
「僕」以上に嘘と真実の区別がつきにくい話し方をする。
「僕」とは、昔、監禁事件の際に対面していた。
10巻の数年後のエピソードでも、実年齢より若い容姿は健在の様子。『クロクロクロック』にもらしき人物が登場。
坂下 恋日（さかした こいび）
演 - 鈴木京香
精神科医。一族は医者ばかりだが、精神科医だけいなかったという理由で精神科医になった。
血の気が多いようで時に医者にあるまじき行動を取るが、「僕」の自虐にすぐに反論をしたり精神の治療の曖昧さに対する苛立ちを語ったりと、医者らしい面はきちんと持ち合わせている。しかし、とある出来事がきっかけである日あっさり仕事を辞め、その後は親の収入に頼っている。「僕」からは「ニー日先生」と呼ばれる。
漫画やゲームが好きで、休日には漫画喫茶等に出かけているらしい。また、ゲームのデーターが消えると極端に落ち込む。仕事を辞めてからはほぼゲーム漬けの毎日だったが、奈月には仕事を探してくれと依頼してあるので、働く気はあるらしい。
21歳の妹・恵空（えそら）と20歳の弟がいる。
10巻の数年後のエピソードでは、山名さんとメル友になっているような描写があり、会いませんかという山名さんの誘いを断っていた。また、引きこもりのニート生活は継続しているようである（11巻では「僕」が成人した後もニート生活を続けていることが語られた）。
度会さん（わたらいさん）
2巻でまーちゃんが入院した病院で前から入院していた老人。長瀬姉妹の祖父だが、彼女達の父親と仲が悪いため、姉妹は祖父だと知らない。一樹が三秋を突き落としてしまった現場を目撃し、孫をかばうため三秋の死体を隠した。その事実を知った「僕」の誘導に乗り、犯人としてかかったが逮捕される。
名和 三秋（なわ みつあき）
失踪した患者。一樹と同じ部屋に入院していて、仲がよかった。とある事故で死亡する。
看護師さん
姓名不明。「僕」とマユが入院した病院の看護師。失踪した三秋とは仲が良かった。三秋の死体を見に行っていたマユを目撃し、不信感を抱く。配膳係の立場を利用し、マユの料理に毒を混ぜた。
にもうと
「僕」の異母妹。名前は「天野 ×音」（×に入る字は作中では表記されていない）。かつて失踪し死んだことにされていたが、実は生きており、母の実家で暮らしていた。血まみれかつバット所持という状態で「僕」の前に姿を見せた。
近所の犬、猫、狸、鯉など色々なものを捕まえ解剖し、焼いて食べるという趣味を持つ。幼少期はよく「僕」に自転車をこがせて山に行き、様々な動物を殺戮していた。ミカンが好きで、ミカンさえ食べていれば生きられるらしい。「僕」はミカンの筋を取る仕事を言い渡されていた。
気が短く、気に入らないことがあると暴力に訴えるため、園内や家族内では煙たがられていた。また、母親である海豚のことは好きで、気に入られようと猫を被っていた。親の愛を受けること無く育ってきたため、生き物を慈しむ心を持たず、人を愛することも知らないが、内心はいつも愛情に飢えている。サディスト。
「僕」のことを「あにーちゃん」と呼んでいる（「働き蟻」と呼んでいたが、あるきっかけで「ありのおにーちゃん」、つまり「あにーちゃん」と呼ぶようになった）。「僕」に好意を抱いているようだが、その感情が妹としてのものなのか1人の少女としてのものなのかは不明。
「僕」の家から失踪した後は母の実家で引き篭って暮らしていたが、深夜に徘徊していたところを枇杷島に遭遇し、8年前の事件の詳細を尋ねた。生き残った人間が母親を殺したと思いマユを母の仇として襲いかかる。この時、母に愛憎相反する複雑な感情を持っていることが明らかになる。
姪のあゆとまいが高校生になった頃には叔母の家でたくさんの犬を飼育しながら暮らしている。
『クロクロクロック』にもらしき人物が登場している。
今池 利基（いまいけ としき）
大江家を出た湯女と茜が住むこととなったアパートの住人。湯女曰く、使用法を守らなかった靴下みたいな髪型。有香、絵梨奈、白太とは幼なじみ。高校生（「僕」の1学年下）。
幼なじみの4人で『誰が鶴里新吾の首を切ったか？』という推理ゲームを小学校高学年の時に企画したゲームのリーダー的存在。鶴里宅風呂場にて野並絵梨奈に殺害された。
吹上 有香（ふきがみ ゆか）（7巻）
大江家を出た湯女と茜が住むこととなったアパートの住人。いつも音楽（パッハベルのカノン）を聴いている。ロックな服を着ている。いつもはおしゃべりな性格らしいが、7巻ではしゃべることでボロを出さないためという理由で滅多にしゃべらない。7巻にて鶴里新吾の次に死亡。湯女曰くキャラ立てする前に死亡した。
野並 絵梨奈（のなみ えりな）
大江家を出た湯女と茜が住むこととなったアパートの住人。絵がかなりうまく、場所を問わずよく絵を描いている。4人の幼なじみの中で1人だけ高校受験に失敗した。ぽけーとした雰囲気で、大江湯女は「まぬけ」と評している。なんらかの先天的障害により、母音の滑舌が悪い。今池利基、吹上有香、久屋白太を殺害した。
久屋 白太（ひさや しろた）
大江家を出た湯女と茜が住むこととなったアパートの住人。鶴里新吾を殺した張本人。ゲームの犯人で、偶然御園マユに監禁された。「僕」によって監禁から解放されたが、野並絵梨奈に殺害された。
鶴里 新吾（つるさと しんご）
大江家を出た湯女と茜が住むこととなったアパートの住人。一人暮らししており、私生活で外部とのつながりが希薄であったため、ゲームの殺害対象として今池ら4人の玩具とされた。
ヤマナさん
「僕」が8年前の誘拐事件の後に入院していた病院にいた患者の1人。漢字表記は「山名」。屋上のフェンスを破り、そこから投身自殺した。
「病院の広間のテレビを不法占拠する人」と幼い「僕」は評している。「僕」の人格形成にある程度の影響を及ぼしている様である。
人が出す音に過剰反応を示し、幼い頃にその我慢が限界に達し、弟を半殺しにした。その後に弟に会い、謝ったが姉ではないと否定される。「僕」を「しょーねん」と呼び、彼を「自殺したそうな子」だと評価している。妹もいる。
脇田さん（わきたさん）・たけだくん
幼少期の「僕」とまーちゃんのクラスメイト。
浜名 遠江（はまな とおえ）
8年前の誘拐事件後に「僕」が小学4年生に戻った際、同じクラスだった女子。
生まれてから2、3度くらいしか切っていないだろう長髪に、普通以上に整った顔立ちをしている。「僕」を一目で気に入り、独り占めしようとする。イジメのリーダーとなり、彼を孤立させようとしたり、自ら自作自演のイジメをしたりしたが、元から「僕」が1人ぼっちだったということもあり失敗に終わった。『僕に対しての嫌がらせとしか思えない県』に転校していき、それっきり会っていない。
作者の別作品である『電波女と青春男』では「大井遠江」という美容師の女性が登場する。結婚しているらしく、名字は違うが、長い髪やおしゃべりな所は遠江とそっくりだが関連は不明。
叔母さん（おばさん）
「僕」の叔母で、「僕」の父親の妹。
看護婦をしており、夫（叔父）も医者らしい。「僕」がまーちゃんと同棲すると言った時はかなり反対し、たびたび電話をしてくる描写がある。
自分が犯罪者の妹という立場にもかかわらず、特に何も気にしていない様子。「僕」を名前で呼ぶ、父親に似ていると発言するなど、サバサバしている性格。「僕」を引き取ったのは成り行きらしいが、まーちゃんに監禁されたときは心配していた模様。和食を作ることが多い。
11巻では「にもうと」やあゆとまいを住まわせている。
赤池（あかいけ）
遠江の取り巻きの男子生徒。
遠江が「僕」に好意を持っていることが気に食わず、「僕」にしつこく絡み続けた。最終的に「僕」の反撃を受けてプールに沈められ、そのせいで不登校になった。
花咲 太郎（はなさき たろう）
緑色の大きな帽子を被っている探偵。浮気調査・動物捜しの仕事しか回ってこない。ロリコンで、15歳以上の女子は受け付けず、その性癖は人に隠していない。本人曰く「ストレスがたまるから」。トウキを「恋愛対象」として見ている。名前は調査のための偽名。作者の別作品である『“探偵・花咲太郎”シリーズ』では主人公として登場している。
トウキ
訳あって花咲と一緒にいる少女。12歳。彼を「ルイージ」（緑の帽子を被っているため）と呼んでいる。親が義務教育に関して偏見を持っており、学校には行っていない。ロリコンを嫌い、時々太郎を白眼視することもある。本名は「桃子」だが、太郎からして見ればお姫さまなため「桃姫」（「トウキ」と読む）と呼ぶ。
人を見ただけでその人のことがわかるという能力（？）を持ち、まーちゃんの過去も言い当てた。「僕」は「何もない」らしい。「僕」曰く拡声器みたいな声。おしゃべり。
「探偵・花咲太郎」シリーズではヒロインとして登場しており、上記の能力で犯人を言い当てたりする。
山名 美里（やまな みさと）
自殺志願者で、「僕」が精神病院で会っていたヤマナさんの妹。
「僕」とまーちゃんが滞在したホテルで、「僕」とは二言三言会話した（その時、「僕」は山名さんの関係者だと気づいているような描写があり、美里に笑顔を見せている）。
彼氏が菅原道真に殺害されてから、無気力になり、自殺を考えるようになった。
視力が低いが、あまり多くを見なくてもいいという理由で、そのままにしている。
数多の人間が「目が明るい人間」と言っている。8巻では喪服のような黒服に身を包んでいた。
10巻の数年後のエピローグでは語り手となっている。コンビニで働いており、住んでいるアパートの隣に池田兄妹が住み着く。その際、池田兄妹のことを頼みに来た「僕」と再会し、前に会った時より大人になったと言っている。「僕」に「ヤマナさん」と呼ばれ、自殺した姉の知り合いだと気づく。
桜山 エコ（さくらやま エコ）
主婦で美しい外見だが、夫に対して異常な愛情を持っている。夫以外の人間を人間以外に置き換えてみている。
種島 檜垣（たねしま ひがき）
大学生。キノコが嫌い。恋愛には奥手。
椎名 幸治（しいな こうじ）
中年で娘が1人いる。息子は他界している。妻の死体を買い取りにホテルへ訪れていた。
なぜこうなったのかと過程を考えることが癖。タバコ好き。
橘川 英次（きつかわ えいじ）
小説家。浮気調査の対象として、花咲太郎にマークされていたが、逆に彼に猫を探してくれと依頼した。
ラフな格好をしている時が多い。
長良川（ながらがわ）（ある殺し屋の見逃したもの）
殺し屋の女性。目撃者の「僕」と、人殺しの気配がする菅原道真を見逃した。

枝瀬 あゆ（えせ あゆ）
「僕」とマユの長女（双子の姉）。11巻の語り手の1人。一人称は「わたし」で、父母まいを「父」「母」「妹」と呼ぶ。
両親の過去を知る人々から白眼視されながら育ったことから厭世的で世の中全てを斜に構えて見ている。父親ほどではないが「嘘だけど」と呟くことがある。
ある日を境に妹が見えなくなってしまった。
枝瀬 まい（えせ まい）
「僕」とマユの次女（双子の妹）。11巻の語り手の1人。一人称は「私」で、父母あゆを「父様」「母様」「姉様」と呼ぶ。
姉と対照的に母親似で生の感情を優先させる所があるものの、父親譲りの図太さも持ち合わせている。
姉が自分を認識できないことで、今では女子高生とつるむようになっている。
女子高生
姓名不明。まいの「人生の後輩のようなもの」で彼女を「あねさん」と呼ぶ。長瀬同様、語尾に「- ッス」とつける癖がある。
実の両親と生き別れた過去がある。
長瀬 あい（ながせ あい）
「僕」とマユの血縁者でまゆの姉。「僕」やまいから「あゆに似てる」と評されている。
長瀬 まゆ（ながせ まゆ）
あいの妹。11巻の語り手の1人。 「僕」やまいから「まいに似てる」と評されている。
小路坂（こうじざか）
まいの友人。

### 8年前の誘拐事件
2人の子供が誘拐され1年近くにわたって監禁、暴行と性的虐待を加えられた。「僕」もマユもこの事件の被害者である。登場人物たちの事件に関連する真相とその後の影響については以下。
「僕」 / 天野 あい
実は、彼は本物の「みーくん」ではなく、本人曰く「代理」である。この事件を起こした犯人・天野南の息子で、この事実はある程度知られている。
感情にズレが生じたマユが、隣で同じ目に遭っていた彼を本物の「みーくん」だと思いこみ、そう呼び始めたことから、自分がどこにもいないことにされる代わりに「みーくん」となった。
虐待されることに慣れているため、 記憶障害がある他の被害者とは違い事件の経緯、実態、真相を全て知り得ている。
犯人らを殺害し、暴走したマユに襲われかけたが、妹の母親・海豚に庇われる。その時に前から抱きつかれ庇われたため、トラウマとなっている。名前もこの時に捨てた。
御園 マユ
犯人により自身の両親を殺害することを強要された結果、両親、犯人とその家族を殺害することにより自らの監禁生活を終わらせた。
マユはその事実を覚えてはいないが、自分が人殺しであるという嫌悪感は深層心理には残っているようである。
自分を「まーちゃん」と呼ぶ人間は全て「みーくん」と認識する。
たとえそれが本物の「みーくん」ではなかろうが、老若男女問わず、マユを「まーちゃん」と呼んでくれさえすればそれは「みーくん」だと認識する。
学校には「みーくん」を探しに来ていただけであり、授業もまともに受けていない。
まーちゃんは「みーくん」を心の底から信じている。
菅原 道真
実はこの事件で誘拐されたもう1人の被害者であり、現在（第1巻）の連続殺人犯。そして彼こそがいわば本物の「みーくん」。
監禁中、犯人の命令からマユへ暴行を働くようになり彼女から「みーくん」と認識されなくなった。
事件の影響からか当時の記憶をなくしており、回復の兆しもないとのこと。監禁後、学校では3人の中で唯一他の子供達と馴染めており、サッカーをして遊んでいる姿も描かれている。
“同類”（本文によると「目の前に死刑台が聳えようと殺人を厭わず、あるいはどれだけ憎悪に滾る仇であっても気分次第で見逃すような、自身の内にある一定のルールを遵守する人間」）を求めて連続殺人を犯すが、池田兄妹を囮にした「僕」に取り押さえられる。
後に脱走し、9巻では脅迫の電話を僕にしたり、長瀬ら「僕」の知り合いを次々と殺したりするなどの狂気じみた行動をとり、マユを拉致した。10巻ではマユを取り戻すために追ってきた「僕」と直接対峙する。その際に記憶が戻っていることを明かし、マユを取り返しに来たと告げている。しかし、マユによって「こっちのみーくん（「僕」）がいい」と言われ、殺害される。その後、死体は「僕」とマユによって埋められる。
上社 奈月
あたかも「僕」とは初対面のようにふるまっていたが、実はこの事件が終わった時に会い面識がある。
また全てではないが誘拐事件についてもかなりの情報を知り得ている。「みーくん」と「まーちゃん」のからくりも知っているため、たまに彼女が「みーくん」役になることもある。
坂下 恋日
事件後、「僕」たちの通院していた精神科の医師。8年後と全く変わっておらず、「僕」に漫画を貸す描写がある。
「僕」を名前で呼んだ警察を殴り、追い返すなど、人一倍「僕」を気にかけている。その半面、自殺しようとした山名さんを止めずにいた。「僕」には信頼されている。初恋の相手ともいっていいが、からかわれるため本人と上社には白状しないようにした。
長瀬 透
実は菅原とマユの昔馴染み。マユのことを「まーちゃん」と呼ぶ。
菅原に好意を抱いていたようで、彼を「みーくん」と呼び始めた張本人。しかし後に菅原はマユと仲良くなりそのマユが長瀬にとって特別の呼称「みーくん」を用いることや道真にいつもべったりとくっついていることに嫉妬し、マユを嫌うようになる。
嫉妬心を募らせる毎日で、ある日自分のマユに対する愚痴を優しく聞いてくれるおじさんに懐くようになり菅原とはあまり遊ばなくなる。しかしそのおじさんはマユたちを誘拐した犯人（「僕」の父）だった。
事件後に、自分のせいでマユ達が誘拐されたことを知り、自分が犯人と面識があることを知られるのを恐れ、真相を秘し隠していた。恋人関係を解消しても、「僕」は彼女に複雑な感情を持ち続けた。
「僕」の家族
演 - 鈴木卓爾（父）、山田キヌヲ（義母）
名前は父が「南（みなみ）」、実母が「美沙（みさ）」、兄が「司馬（しば）」、義母が「海豚（いるか）」、妹が「×音（××ね）」。
父親は日常的に暴力を振るう人だが、それを表に出すことはしなかった。「みーくん」の「嘘だけど」は家の中での彼と、お客さんに向けての彼を重ねて心の中で「嘘だけど」と入れていたことから始まった。
義母はいつも帽子を被っており（家の中でも被っていることがあった。季節によって種類は豊富）、ネグレクトで妹にも素っ気無い態度だった。少々知恵の足りない淡白な人で、年齢の割には子供のような言動をする。また、常識が全然ない。
兄は小さい頃から髪を金髪にしており、本ばかり読んでいた。妹と義母を嫌っており、話したことがない。特に妹との仲は最悪で、暴力の仕返しに解体された動物の死骸を部屋に放り込まれたり、本を破かれたりしていた。体育館で投身自殺を果たす。
事件より前に実母は父によって殺害され、兄も既に他界している他、妹も行方不明であった（再会するまでは死んでいると思われていた）。
この誘拐事件の犯人が「南」であるが、上述の通りマユの両親、義母と共にマユに殺害された。みーくんの「前から抱きつかれること」「名前を呼ばれること」のトラウマは、錯乱したまーちゃんが「僕」に襲い掛かった際、海豚が前から庇い、彼を助けた理由を「×とかじゃなくてごめんね」と呟きながら死んだことが原因している。

## 制作背景
第13回電撃小説大賞に本作の元になった小説が応募されたものの、作風が猟奇的すぎると判断されて最終選考で落選する。しかし、KADOKAWAの編集者・三木一馬がこの作風に才能を感じ、これを世に出すことが「なんでもあり」の電撃文庫に相応しいと考えたこともあって、後に改題した本作が刊行されることとなった。原稿は電撃小説大賞の応募時点で既に完成度が高く、殆ど手入れを行うことがなかったが、唯一「みーくん」の性別を女性から男性に変更した。これについて三木は以下のように述べている。

## 既刊一覧

### 小説・本編
- 入間人間（著）・左（イラスト）、メディアワークス→アスキー・メディアワークス→KADOKAWA〈電撃文庫〉、全11巻
  - 『嘘つきみーくんと壊れたまーちゃん 幸せの背景は不幸』、2007年6月25日初版発行（6月10日発売[19]）、ISBN 978-4-8402-3879-3
    - 『嘘つきみーくんと壊れたまーちゃん 完全版 幸せの背景は不幸』、2023年3月23日発売[20]、ISBN 978-4-04-914759-9 ※メディアワークス文庫

  - 『嘘つきみーくんと壊れたまーちゃん 善意の指針は悪意』、2007年9月25日初版発行（9月10日発売[21]）、ISBN 978-4-8402-3972-1
  - 『嘘つきみーくんと壊れたまーちゃん 死の礎は生』、2007年12月25日初版発行（同日発売[22]）、ISBN 978-4-8402-4125-0
  - 『嘘つきみーくんと壊れたまーちゃん 絆の支柱は欲望』、2008年4月10日初版発行（同日発売[23]）、ISBN 978-4-04-867012-8
  - 『嘘つきみーくんと壊れたまーちゃん 欲望の主柱は絆』、2008年5月10日初版発行（同日発売[24]）、 ISBN 978-4-04-867059-3
  - 『嘘つきみーくんと壊れたまーちゃん 嘘の価値は真実』、2008年9月10日初版発行（同日発売[25]）、ISBN 978-4-04-867212-2
  - 『嘘つきみーくんと壊れたまーちゃん 死後の影響は生前』、2009年4月10日初版発行（同日発売[26]）、ISBN 978-4-04-867759-2
  - 『嘘つきみーくんと壊れたまーちゃん 日常の価値は非凡』、2009年9月10日初版発行（同日発売[27]）、ISBN 978-4-04-868008-0
  - 『嘘つきみーくんと壊れたまーちゃん 始まりの未来は終わり』、2010年1月10日初版発行（同日発売[28]）、ISBN 978-4-04-868272-5
  - 『嘘つきみーくんと壊れたまーちゃん 終わりの終わりは始まり』、2011年1月6日初版発行（同日発売[29]）、ISBN 978-4-04-870230-0
  - 『嘘つきみーくんと壊れたまーちゃん ××の彼方は愛』、2017年6月9日初版発行（同日発売[30]）、ISBN 978-4-04-892948-6

### 小説・短編集
- 『嘘つきみーくんと壊れたまーちゃん 『i』 記憶の形成は作為』 アスキー・メディアワークス〈電撃文庫〉、2009年6月10日初版発行（同日発売[31]）、ISBN 978-4-04-867844-5

### 小説・その他
- 『みーくんとまーちゃんの××の生活。』 2011年1月22日発売、電撃劇場文庫
  - 実写映画公開を記念し、劇場（一部アニメショップでも取り扱われた）で発売。ケータイサイト「ちょく読み」で連載した『僕ことみーくんが綴る、まーちゃんの日記』とイメージアルバムに付属した『幻想の在処は現実』を収録。

### 漫画
- 入間人間（原作）・佐藤敦紀（漫画）・左（キャラクター原案） 『嘘つきみーくんと壊れたまーちゃん とっておきの嘘』 角川書店〈カドカワコミックス・エース〉、2011年1月10日初版発行（1月7日発売[32]）、ISBN 978-4-04-715614-2

## イメージアルバム
Voltage of Imaginationより発売。bermei.inazawaが楽曲を手掛けている。
存在の正しさは不在
マキシシングル。イメージアルバム収録曲より「ecriture」「differance」の2曲とリミックス・オフボーカルバージョンを収録。
- 2009年10月4日発売 VAD-001

幻想の在処は現実
第1巻「幸せの背景は不幸」をベースにしたイメージアルバム。
- 2009年12月24日一般販売開始 VAD-002

## 実写映画
2011年1月22日に角川映画で公開の実写映画。監督は瀬田なつきで、今作がメジャー映画デビュー作となる。主演は大政絢。電撃マガジンにて実写映画化が発表された。
原作の世界観をそのまま映像化すると映倫のレイティング対象になることから、ラッシュ試写以前の脚本の段階から映倫と相談しながら撮影を進め、結果「G指定」となり年齢制限を回避した。

### スタッフ
- 監督 - 瀬田なつき[5]
- 原作 - 入間人間『嘘つきみーくんと壊れたまーちゃん』（電撃文庫刊）[5]
- キャラクター原案 - 左[10]
- 脚本 - 田中幸子[5]、瀬田なつき[5]
- 製作 - 椎名保[10]、高野潔[10]
- 製作統括 - 土川勉[10]、阿佐美弘恭[10]、鈴木一智[10]、細野義朗[10]
- プロデューサー - 小林剛[10]、清水俊[10]
- 撮影 - 月永雄太[10]
- 録音 - 岩丸恒[10]
- 美術 - 黒川通利[10]
- 編集 - 山田佑介[10]
- 音楽 - 木下美紗都[10]
- 音楽プロデューサー - 和田亨[10]
- VFXスーパーバイザー - 前川英章[10]
- ライン・プロデューサー - 久保田傑[10]
- 助監督 - 菊地健雄[10]
- 製作 - 「嘘つきみーくんと壊れたまーちゃん」製作委員会[15]（角川映画、NTTドコモ、アスキー・メディアワークス、スターダスト音楽出版）
- 製作プロダクション - デジタル・フロンティア[5]
- 配給 - 角川映画[5]

### 主題歌
- 主題歌「サヨナラブ」
- 挿入歌「ルージュの伝言」
  - 歌 - 柴咲コウ

### スピンオフムービー
『嘘つきみーくんと壊れたまーちゃん episode.0 回遊と誘拐』は、2010年12月10日より映像配信サービス『Movie Gate』で先行配信され、2011年1月28日にDVDが発売予定のスピンオフ作品。収録時間は19分。2人が再会する直前の物語で、入間人間自身が書き下ろした映画プレストーリー。封入特典として書き下ろし小説2編「回遊と誘拐」と「ある殺し屋の見逃したもの」を同梱。映像特典として染谷将太初監督作品の短編『episode.0.38あの子とパーマ』も収録。

#### スタッフ (ep0)
- 監督 - 菊池健雄[34]
- 原作 - 入間人間[34]
- 脚本 - 瀬田なつき[34]
- 販売元 - 角川映画

#### 主題歌 (ep0)
- 「MUSIC」
歌 - 高橋瞳

### 関連商品
- DVD　嘘つきみーくんと壊れたまーちゃん episode.0 回遊と誘拐（KADOKAWA/角川書店、2011年1月28日発売、DABA-0779）
- DVD　嘘つきみーくんと壊れたまーちゃん（KADOKAWA/角川書店、2011年7月8日、DABA-4042）

## 朗読PV
YouTubeの公式電撃文庫チャンネルにおいて、電撃文庫の作品の一部を声優が朗読する企画「電撃文庫朗読してみた」として白石晴香の朗読が配信。